# Maurits van Löben Sels
Maurits Jacob van Löben Sels (Meppen, 1 mei 1876 - Velp, 4 oktober 1944) was een Nederlands schermer, militair en ondernemer.
Van Löben Sels ging naar school in Zwolle, Zutphen en Utrecht en volgde de militaire Hoofdcursus Kampen. In 1899 werd hij 2de luitenant bij de infanterie en in Deventer gelegerd. In 1903 werd hij 1ste luitenant en in 1908 werd hij op eigen verzoek eervol uit de militaire dienst ontslagen.
Van Löben Sels nam deel aan de Olympische Zomerspelen van 1906 en won daar met het Nederlands team (verder bestaande uit Johannes Osten, George van Rossem, James Melvill van Carnbée) op het onderdeel sabel een bronzen medaille. Ook in 1908 nam hij deel.
Hij had dertig jaar een steenfabriek en was actief als voorzitter van de Binnenscheepvaartsunie, de landelijke organisatie voor Handel en Industrie en was voorman bij de padvinderij in Nijmegen.
Zowel zijn vader Alexander als zijn oom Constant waren politici voor de ARP en respectievelijk lid van de gedeputeerde staten van Gelderland en lid van de Eerste Kamer. Hij huwde in 1902 en kreeg twee dochters en een zoon.